# Alexandra Herlitz
Alexandra Herlitz, född 7 januari 1978 i Solingen i Tyskland, är en svensk universitetslektor i konst- och bildvetenskap verksam vid Institutionen för kulturvetenskaper, Göteborgs universitet.

## Biografi
Alexandra Herlitz är utbildad inom Konst- och bildvetenskap, Germanistik och Skandinavistik vid Universität Stuttgart, Heinrich-Heine-Universität Düsseldorf, Universität Hamburg, Göteborgs universitet och Svenska institutet i Rom. Hon disputerade 2013 vid Göteborgs universitet med sin avhandling Grez-sur-Loing revisited. The international artists' colony in a different light, som prisbelönades 2014 av Kungliga Gustav Adolfs Akademien för svensk folkkultur. I oktober 2024 blev hon utnämnd till docent.
Herlitz' doktorsavhandling, som har blivit publicerad av Makadam förlag, låg till grund för utställningen "Grez-sur-Loing – Konst och relationer" som visades från 16 februari till 17 augusti 2019 på Prins Eugens Waldemarsudde. Hon har dessutom medförfattat Kanon: perspektiv på svensk konsthistorieskrivning år 2021.
Tillsammans med sin kollega Alexandra Fried startade hon i maj 2020 den populärvetenskapliga podcasten Konsthistoriepodden, som diskuterar och fördjupar sig i kända konstverk. För arbetet med podcasten tilldelades de Pam Fredmans pris 2022.
Hösten 2024 medverkade hon som tävlande i lag Englund tillsammans med Axel Englund och Negar Zarassi i SVT:s frågesportprogram Kulturfrågan Kontrapunkt.

## Priser och utmärkelser
- 2014 – Kungliga Gustav Adolfs Akademien för svensk folkkultur: Pris för doktorsavhandlingen Grez-sur-Loing revisited - the international artists' colony in a different light (Torsten Janckes minnesfond)[5]
- 2020 – Humanistiska Fakultetens (GU) pedagogiska pris 2020 för "Team Konstvetenskap"[17]
- 2022 – Pam Fredmans pris för den populärvetenskapliga podcasten Konsthistoriepodden[18]